# Gaspard Lavocat
Pour les articles homonymes, voir Lavocat.
Gaspard Lavocat, né  le 10 décembre 1794 à Montigny-sur-Meuse (Ardennes) et mort dans la même commune le 12 novembre 1860, est un militaire et un homme politique français, notamment député des Ardennes de 1834 à 1848 sous la monarchie de Juillet.

## Biographie

### La fin de l'Empire (1813-1815)
Il embrasse la carrière des armes, et est élève à l'École impériale militaire de Saint-Cyr, dans la promotion de 1813. Il participe aux campagnes de 1814 et de 1815 comme sous-lieutenant dans le 5e régiment de tirailleurs de la Garde impériale, et est blessé à la bataille de Waterloo.  

### La Restauration
Le sous-lieutenant Gaspard Lavocat jouit de la demi-solde du 15 septembre 1815 au 30 juin 1818. Il se libère volontairement du service le 1er juillet suivant en demandant à jouir du traitement de renonciation accordé par l'ordonnance du 20 mai précédent à ceux qui voudraient embrasser une autre carrière. 
En 1818, il témoigne le désir de reprendre du service, mais d'après le règlement militaire, il n'est plus possible de l'y réadmettre dans le grade d'officier. Il lui est alors proposé un engagement volontaire pour rejoindre en qualité de sous-officier le régiment de cuirassiers de Berry. 
Malgré son accord, il ne s'y présentera jamais (AN Série CC 518 - Rapport du Ministère de la Guerre du 13 septembre 1820).
L'ancien officier reste hostile au rétablissement sur le trône des Bourbons.
Il est impliqué au moins à deux reprises dans des complots militaires. Une première fois en 1820, dans le complot du Bazar Français, du nom d'un magasin d'une galerie marchande, rue Cadet, servant de lieu de rendez-vous aux conspirateurs. Un complot visant à chasser Louis XVIII et à le remplacer par le roi de Rome, le fils de Napoléon et de Marie-Louise.  
Lié depuis l'enfance avec un dénommé Alexandre de Lacombe, garde du corps du Roi, Gaspard Lavocat entraîne celui-ci dans ce projet insurrectionnel. Les deux hommes s'appliquent à séduire le lieutenant Gauthier de Laverderie au deuxième régiment de la garde royale. Alors que les légions départementales autour de Paris sont les forces vives du complot, l'objectif des conjurés est également de s'introduire parmi la garde royale qui défend les Tuileries et le château de Vincennes où il est prévu d'y installer le gouvernement provisoire avec semble-t-il le général Lafayette à sa tête. Les premiers mouvements sont un succès. La propre garde royale de Louis XVIII, sa "garde prétorienne", est gagnée par les conjurés. Des sommes d'argent y sont distribuées, ainsi que des promesses de grade. Le 15 août 1820, tout semble prêt. D'ultimes hésitations repoussent néanmoins la tentative au 19 août. Il est alors trop tard. Des langues se sont déliées et la police a infiltré le mouvement depuis le 16. Lorsque le Gouvernement qui a été informé voit que l'exécution est imminente, pensant qu'il serait sage de prévenir des désordres qui pourraient être fort sanglants, il déploie des mesures qui firent échouer le complot du Bazar français. Une centaine d'officiers est arrêtée. Les premiers jours, Gaspard Lavocat se cache dans la capitale, puis décide de fuir à l'étranger.    
Une lettre adressée par le Ministère de la Guerre du 4 septembre 1820 (AN - Série F7 6676) indique que "le sieur Lavocat, officier à la demi-solde, est parti de Paris le 2 septembre 1820 au milieu du jour, déguisé en maçon ou manœuvre, avec un passeport, et sous cette désignation, pour se rendre à Maubeuge, son pays natal."   
Lors du procès au palais du Luxembourg, la Cour des pairs le condamne à mort par contumace.   
Il est mêlé à un nouveau complot en 1824. Arrêté, il est à nouveau condamné à mort par la cour d'assises de la Seine, mais est gracié en 1826, par l'intervention du ministre de la justice, Pierre-Denis de Peyronnet.
En retrait de la vie publique, il exerce à Paris la profession de tanneur.

### La monarchie de Juillet
Il participe activement aux Trois Glorieuses qui provoquent la fuite du roi Charles X et l'avènement de Louis-Philippe. Il devient lieutenant-colonel de la 12e légion de la garde nationale de Paris sous le nouveau gouvernement.
Il est notamment commandant des forces protégeant le palais du Luxembourg pendant le procès des ministres de Charles X, du 15 au 21 décembre 1830. Il est ensuite  chargé de conduire les quatre ministres, condamnés à la réclusion, à la prison de Ham. 
En 1833, il est nommé directeur de la manufacture des Gobelins. En 1834, il se présente à la députation, dans le département des Ardennes.